# Estación de Yverdon-Champ Pittet
La estación de Yverdon-Champ Pittet es una estación ferroviaria de la comuna suiza de Yverdon-les-Bains, en el Cantón de Vaud.

## Historia y situación
La estación de Yverdon-Champ Pittet fue inaugurada en el año 1877 con la puesta en servicio del tramo Yverdon-les-Bains - Murten de la conocida como línea del Broye transversal Friburgo - Payerne - Yverdon-les-Bains.
Se encuentra ubicada en el borde noreste de la comuna de Yverdon-les-Bains. Cuenta con un andén lateral al que accede una vía pasante.
En términos ferroviarios, la estación se sitúa en la línea Friburgo - Yverdon-les-Bains. Sus dependencias ferroviarias colaterales son la estación de Yverdon-les-Bains, extremo de la línea y la estación de Yvonand en dirección Friburgo.

## Servicios ferroviarios
Los servicios ferroviarios de esta estación están prestados por SBB-CFF-FFS:

### Regionales
- R Romont - Friburgo - Payerne - Yverdon-les-Bains. Trenes cada hora entre Romont e Yverdon-les-Bains, parando en todas las estaciones del trayecto.